# عمار بوز
عمار بوز (2 نوفمبر 1929 – 12 يوليو 2013) رجل أعمال وأكاديمي أمريكي من أصول بنغالية، يعتبر مخترع سماعات (بوز) وهو أيضاً مؤسس الشركة التي تحمل الاسم نفسه.

## نشأته
هو ابن سيدة أمريكية بيضاء تزوجت من مهاجر بنغالي أسمر كان قد قدم إلى الولايات المتحدة من الهند في الأربعينات . أقام عمار مع والديه قبل أن يكّون شركته ثم درس في معهد ماساتشوستس للتقنية ليحصل منها في مطلع الخمسينات على الإجازة الجامعية في الهندسة الكهربائية.

## أعماله
بلغت ثروته في عام 2007 1,8 بليون دولار بحسب مجلة فوربس في فيلاديلفيا وبنسلفانيا،